# Poša
Poša (ungarisch Pósa – bis 1907 Póssa) ist eine Gemeinde im Osten der Slowakei mit 1010 Einwohnern (Stand 31. Dezember 2024), die im Okres Vranov nad Topľou, einem Teil des Prešovský kraj, liegt und zur traditionellen Landschaft Zemplín gehört.

## Geographie
Die Gemeinde befindet sich im sogenannten Ondauer Ausläufer des Ostslowakischen Tieflands am linken Ufer der Ondava (deutsch Ondau). Östlich des Hauptortes erhebt sich das bewaldete Hügelland von Pozdišovce, ebenfalls Teil des Ostslowakischen Tieflands. Das Ortszentrum liegt auf einer Höhe von 120 m n.m. und ist acht Kilometer von Vranov nad Topľou entfernt.
Nachbargemeinden sind Nižný Hrabovec im Norden, Pusté Čemerné im Osten, Nacina Ves im Südosten, Nižný Hrušov im Süden und Dlhé Klčovo im Südwesten.

## Geschichte

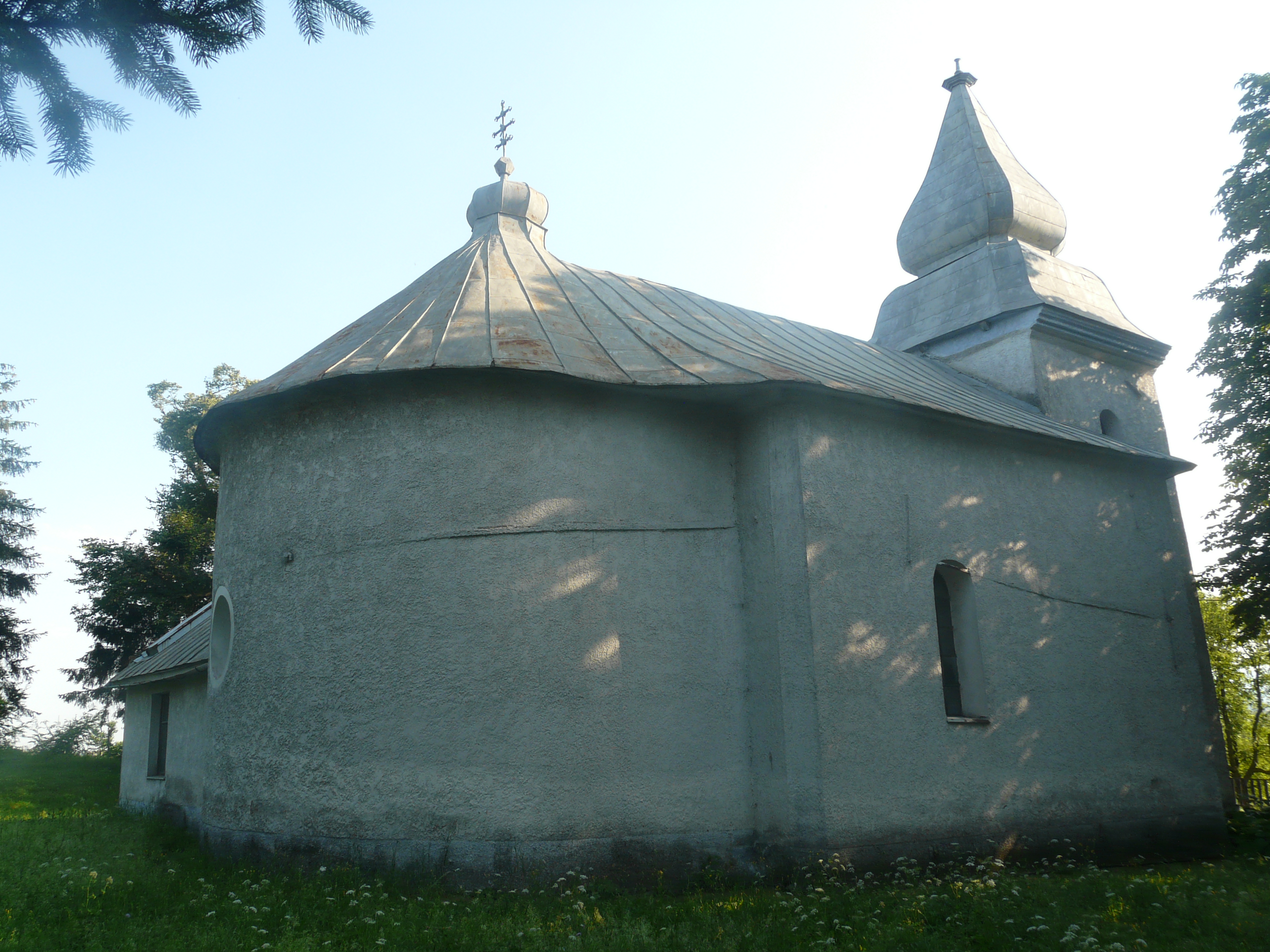
Die alte griechisch-katholische Kirche

Poša wurde zum ersten Mal 1386 als Posa schriftlich erwähnt und leitet seinen Namen vom Geschlecht Posai ab. Das Dorf war Besitz verschiedener Angehörigen des niederen Adels, im Jahre 1773 gehörte es zum Besitz des Geschlechts Barkóczy, im 19. Jahrhundert zum jenen des Geschlechts Balassa sowie weiterer Familien. 1828 zählte man 61 Häuser und 442 Einwohner, die als Holzfäller und Landwirte beschäftigt waren.
Bis 1918 gehörte der im Komitat Semplin liegende Ort zum Königreich Ungarn und kam danach zur Tschechoslowakei beziehungsweise heute Slowakei. 1921 wurde Poša von einem Brand heimgesucht.

## Bevölkerung
| Jahr                | 1994 | 2004     | 2014     | 2024    |
| ------------------- | ---- | -------- | -------- | ------- |
| Anzahl der Personen | 762  | 841      | 941      | 1010    |
| Unterschied         |      | +10,36 % | +11,89 % | +7,33 % |

| Jahr                | 2023 | 2024    |
| ------------------- | ---- | ------- |
| Anzahl der Personen | 996  | 1010    |
| Unterschied         |      | +1,40 % |

Nach der Volkszählung 2011 wohnten in Poša 914 Einwohner, davon 870 Slowaken, vier Roma sowie jeweils ein Russine und ein Einwohner einer anderen Ethnie. 38 Einwohner machten keine Angabe zur Ethnie.
604 Einwohner bekannten sich zur griechisch-katholischen Kirche, 247 Einwohner zur römisch-katholischen Kirche, vier Einwohner zur Evangelischen Kirche A. B. und ein Einwohner zur reformierten Kirche. Acht Einwohner waren konfessionslos und bei 50 Einwohnern wurde die Konfession nicht ermittelt.

## Bauwerke und Denkmäler

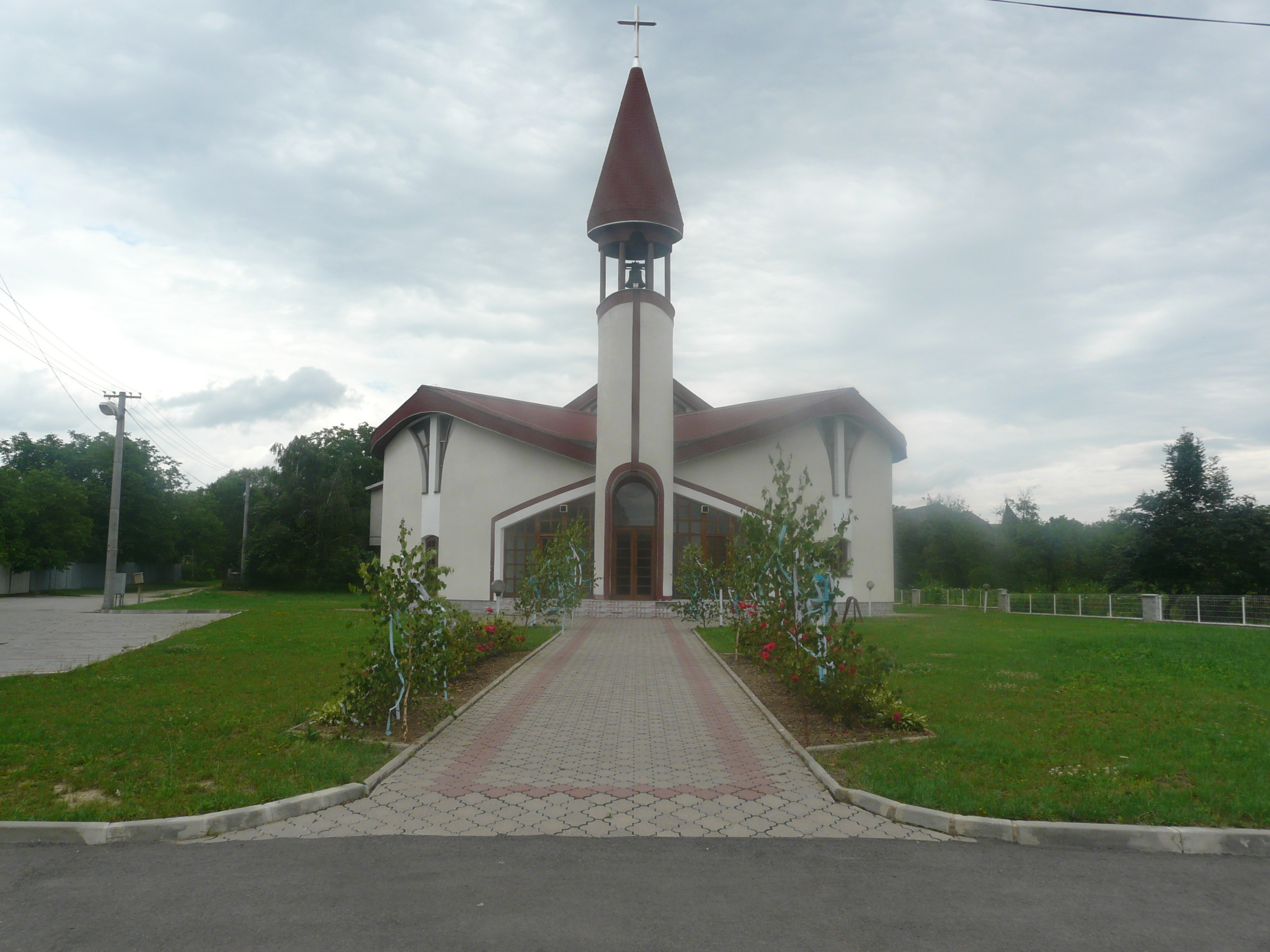
Moderne römisch-katholische Kirche

- Josefskapelle, ehemalige griechisch-katholische Kirche Geburt Mariä im barock-klassizistischen Stil aus dem Jahr 1721
- römisch-katholische Kirche Heiligstes Herz Jesu aus dem Jahr 1997
- griechisch-katholische Geburt-der-Gottesgebärerin-Kirche aus dem Jahr 2000
- Siehe auch: Liste der denkmalgeschützten Objekte in Poša